# RJ Vôlei
Maillots
Le RJ Vôlei, de son vrai nom  Associação RJ de Esportes, était un club brésilien de volley-ball fondé en 2011 et basé à Rio de Janeiro, qui évoluait au plus haut niveau national (Série A).

## Palmarès
- Championnat du Brésil (1)
  - Vainqueur : 2013